# Десет заредени пушки
„Десет заредени пушки“ (на испански: Diez fusiles esperan) е военно-исторически драматичен филм от 1959 година с участието на Франсиско Рабал, копродукция на Испания и Италия.

## Сюжет
Действието във филма се развива по време на „Карлистките войни“ в Испания през XIX век.

## В ролите
- Франсиско Рабал като Хосе Ирибарен
- Еторе Мани като Мигел
- Роза Аренас като Тереза
- Берта Риаци като Маритчу
- Мемо Каротенуто като дон Леополдо Бехарано
- Мили Витале като Лусия
- Феликс Де Помес като полковник Гарсия Сапата
- Ксан Дас Болас като Каниете
- Хуан Калво като капелана
- Хесус Пуенте като началника на охраната на градския съвет

## Награди и номинации
- Награда на „Националния синдикат на спектакъла“ за най-добър сценарий на Карлос Бланко от 1959 година.
- Номинация за Златна мечка за най-добър филм от Международния кинофестивал в Берлин през 1959 година.[1]